# Championnats d'Europe de skyrunning 2023
Navigation
2021 2025
Les championnats d'Europe de skyrunning 2023 constituent la dixième édition des championnats d'Europe de skyrunning, compétition internationale gérée par la Fédération internationale de skyrunning. Ils ont lieu du 14 juillet au 16 juillet 2023 à Gusinje au Monténégro.
Le kilomètre vertical se déroule le 14 juillet dans le cadre du Prokletije Vertical Kilometer de 3,5 km. L'Ultra SkyMarathon a lieu le 15 juillet dans le cadre du Prokletije SkyUltra sur le parcours de 50,6 km comprenant 4 400 m de dénivelé positif total. L'épreuve de SkyRace conclut les championnats le 16 juillet. C'est la Prokletije SkyRace qui accueille l'épreuve sur son parcours de 30 km et 2 150 m de dénivelé.

## Résultats

### Kilomètre vertical
Le Français Louison Coiffet domine la course et s'impose en 37 min 51 s. Il est talonné par son compatriote Louis Dumas mais ce dernier doit se défendre dans les derniers mètres face à l'Espagnol Alain Santamaría. Louis Dumas arrache la médaille d'argent pour une seconde devant son adversaire.
Annoncée comme favorite, l'Espagnole Naiara Irigoyen assume son rôle et mène la course en tête. Elle suivie par les Italiennes Corinna Ghirardi et Camilla Magliano en début de course mais parvient à s'en défaire à mi-parcours pour remporter le titre. Corinna Ghirardi s'offre la médaille d'argent devant Camilla Magliano.
| Rang               | Athlète                     | Temps       |
| ------------------ | --------------------------- | ----------- |
| Médaille d'or      | Louison Coiffet             | 37 min 51 s |
| Médaille d'argent  | Louis Dumas                 | 38 min 25 s |
| Médaille de bronze | Alain Santamaría Blanco     | 38 min 26 s |
| 4                  | Martin Nilsson              | 38 min 46 s |
| 5                  | José Antonio Bellido Puebla | 38 min 47 s |
| 6                  | Julius Ott                  | 39 min 11 s |
| 7                  | Arnau Soldevila Busquets    | 40 min 45 s |
| 8                  | Nikola Kalistrin            | 41 min 8 s  |
| 9                  | Nicholas Dresti             | 42 min 35 s |
| 10                 | Michał Dudczak              | 42 min 46 s |

| Rang               | Athlète                | Temps       |
| ------------------ | ---------------------- | ----------- |
| Médaille d'or      | Naiara Irigoyen Indave | 44 min 11 s |
| Médaille d'argent  | Corinna Ghirardi       | 44 min 39 s |
| Médaille de bronze | Camilla Magliano       | 45 min 12 s |
| 4                  | Silvia Lara Diéguez    | 45 min 26 s |
| 5                  | Benedetta Broggi       | 45 min 53 s |
| 6                  | Olivia Magnone         | 46 min 53 s |
| 7                  | Chiara Giovando        | 46 min 59 s |
| 8                  | Ariadna Fenés Areny    | 47 min 0 s  |
| 9                  | Madlen Kappeler        | 47 min 24 s |
| 10                 | Mojca Koligar          | 47 min 53 s |

### Ultra SkyMarathon
Grand favori sur l'épreuve d'Ultra SkyMarathon, l'Italien Cristian Minoggio prend un départ rapide et creuse l'écart en tête. Suivant son rythme soutenu, il s'impose en solitaire et décroche son deuxième titre européen. Derrière lui, le Tchèque Tomáš Maceček réalise une solide course pour s'emparer de la médaille d'argent. La troisième marche du podium fait l'objet d'une lutte serrée entre l'Italien Mattia Tanara et l'Espagnol Marc Ollé. Ce dernier parvient à maintenir l'Italien derrière lui mais perd sa place sur une erreur de parcours. Il tente de rattraper son retard mais échoue au pied du podium pour 40 secondes,.
Annoncée comme favorite sur l'épreuve d'Ultra SkyMarathon, l'Espagnole Gemma Arenas s'empare des commandes de la course avec sa compatriote Itziar Oteiza et l'Italienne Giulia Saggin à ses côtés. Gemma Arenas se détache ensuite seule en tête mais se tord la cheville peu avant le quatrième ravitaillement. Giulia Saggin en profite pour récupérer la tête de course. Bien décidée à ne rien lâcher, Gemma Arenas reprend la course sur un rythme soutenu et parvient à doubler l'Italienne pour récupérer son bien. Elle s'offre ainsi le titre. Tenante du titre, l'Espagnole Sandra Sevillano fait parler son expérience pour effectuer une grosse remontée en fin de course et doubler Giulia Saggin pour s'offrir la médaille d'argent trois minutes devant cette dernière,.
| Rang               | Athlète            | Temps           |
| ------------------ | ------------------ | --------------- |
| Médaille d'or      | Cristian Minoggio  | 6 h 15 min 21 s |
| Médaille d'argent  | Tomáš Maceček      | 6 h 24 min 49 s |
| Médaille de bronze | Mattia Tanara      | 6 h 33 min 53 s |
| 4                  | Marc Ollé Bernades | 6 h 34 min 33 s |
| 5                  | Florian Descamps   | 6 h 53 min 29 s |
| 6                  | Luis Fernandes     | 7 h 1 min 44 s  |
| 7                  | Lluis Ruiz Oller   | 7 h 3 min 44 s  |
| 8                  | Luca Arrigoni      | 7 h 4 min 57 s  |
| 9                  | Tomáš Fárník       | 7 h 25 min 6 s  |
| 10                 | Huub van Noorden   | 7 h 25 min 7 s  |

| Rang               | Athlète                 | Temps           |
| ------------------ | ----------------------- | --------------- |
| Médaille d'or      | Gemma Arenas Alcázar    | 7 h 59 min 5 s  |
| Médaille d'argent  | Sandra Sevillano Guerra | 8 h 3 min 3 s   |
| Médaille de bronze | Giulia Saggin           | 8 h 6 min 4 s   |
| 4                  | Itziar Oteiza Resano    | 8 h 41 min 52 s |
| 5                  | Nikolett Dendel         | 8 h 44 min 51 s |
| 6                  | Markéta Šimková         | 8 h 47 min 11 s |
| 7                  | Ragna Debats            | 8 h 59 min 35 s |
| 8                  | Ivana Širić             | 9 h 11 min 42 s |
| 9                  | Sofia Roquete           | 9 h 11 min 53 s |
| 10                 | Anna Szőcs              | 9 h 13 min 49 s |

### SkyRace
Le Suédois Martin Nilsson prend le premier les commandes de la SkyRace. Participant pour la première fois à ce genre d'épreuve, il finit par lever le pied, permettant à l'Italien Lorenzo Beltrami de le rattraper puis de le doubler pour aller s'envoler vers le titre. Chutant à la sixième place peu après la mi-parcours, Martin Nilsson parvient à se ressaisir en fin de course et retrouve l'énergie de doubler ses adversaires pour remonter sur la deuxième marche du podium. L'Espagnol Alain Santamaría effectue une solide course pour compléter le podium.
Les Espagnoles Marta Martínez et Belén Perez prennent les premières les commandes de la SkyRace. Marta Martínez se fait ensuite légèrement distancer par un petit groupe au premier ravitaillement tandis que Bélen Perez chute au classement. Marta Martínez revient en tête de course à mi-parcours et doit faire face à la Française Olivia Magnone avec laquelle elle échange la tête de course à plusieurs reprises. L'Espagnole parvient à faire la différence en fin de course pour remporter le titre avec quatre minutes d'avance sur la Française. La Suédoise Louise Jernberg réalise une solide course pour s'offrir la médaille de bronze.
| Rang               | Athlète                  | Temps           |
| ------------------ | ------------------------ | --------------- |
| Médaille d'or      | Lorenzo Beltrami         | 3 h 17 min 24 s |
| Médaille d'argent  | Martin Nilsson           | 3 h 18 min 48 s |
| Médaille de bronze | Alain Santamaría Blanco  | 3 h 20 min 57 s |
| 4                  | Danilo Brambilla         | 3 h 24 min 15 s |
| 5                  | Gianluca Ghiano          | 3 h 25 min 25 s |
| 6                  | Louis Dumas              | 3 h 28 min 6 s  |
| 7                  | Alejandro Forcades Pujol | 3 h 33 min 2 s  |
| 8                  | Julius Ott               | 3 h 33 min 56 s |
| 9                  | Marc Gasa Birbe          | 3 h 34 min 23 s |
| 10                 | Jonatan Fridolfsson      | 3 h 42 min 11 s |

| Rang               | Athlète                | Temps           |
| ------------------ | ---------------------- | --------------- |
| Médaille d'or      | Marta Martínez Abellán | 4 h 0 min 17 s  |
| Médaille d'argent  | Olivia Magnone         | 4 h 4 min 33 s  |
| Médaille de bronze | Louise Jernberg        | 4 h 9 min 52 s  |
| 4                  | Renee Cardinaals       | 4 h 13 min 50 s |
| 5                  | Barbora Jíšová         | 4 h 14 min 52 s |
| 6                  | Ariadna Fenés Areny    | 4 h 19 min 52 s |
| 7                  | Margherita De Giuli    | 4 h 20 min 7 s  |
| 8                  | Karin Nilsson          | 4 h 20 min 50 s |
| 9                  | Giulia Pol             | 4 h 21 min 20 s |
| 10                 | Irén Tiricz            | 4 h 31 min 5 s  |

### Combiné
| Rang               | Athlète                 |
| ------------------ | ----------------------- |
| Médaille d'or      | Martin Nilsson          |
| Médaille d'argent  | Alain Santamaría Blanco |
| Médaille de bronze | Louis Dumas             |

| Rang               | Athlète             |
| ------------------ | ------------------- |
| Médaille d'or      | Olivia Magnone      |
| Médaille d'argent  | Louise Jernberg     |
| Médaille de bronze | Ariadna Fenés Areny |

### Nations
| Rang               | Pays     | Vertical | Sky | Ultra | Total |
| ------------------ | -------- | -------- | --- | ----- | ----- |
| Médaille d'or      | Espagne  | 318      | 294 | 332   | 944   |
| Médaille d'argent  | Italie   | 294      | 304 | 318   | 916   |
| Médaille de bronze | Tchéquie | 198      | 214 | 270   | 682   |